# 東方海外
東方海外（國際）有限公司（OOIL）是一家在香港交易所上市的綜合企業公司，由已故船王董浩雲創辦，董浩雲家族一直控制公司至2018年，之後由中遠海運收購成為旗下公司。

## 主要業務
東方海外主要業務是國際運輸及物流、經營貨櫃碼頭、投資物業及中國業務及證券投資。公司在百慕達註冊。2006年資產淨值為2,727,206,000美元，純利為580,603,000美元。

## 歷史
1947年，東方海外的創辦人董浩雲，成立首支全華人為船員的船隊，及後將該船隊命名為東方海外（英語：Orient Overseas Line），1969年再改名。1973年，東方海外成立新控股公司（譯名東方海外貨櫃），於香港、遠東、金銀交易所上市。及後該公司改名，中文名東方海外實業，簡稱東方海外。
1982年董浩雲逝世，東方海外交予董建華管理。1985年，東方海外瀕臨破產。1986年，霍英東注資，使東方海外渡過難關。1986年，東方海外國際（英語：Orient Overseas (International) Limited）於百慕達註冊，起初“東方海外國際”與“東方海外實業”平衡存在，但於1992年，東方海外國際取而代之成為上市公司。1990年代後，一般所指的“東方海外”，主要指東方海外國際及其子公司，例如东方海外货柜航运。
2005年8月，東方海外旗下的東方海外房產集團一個位於上海徐家匯的豪華屋苑東方曼哈頓在颱風馬莎吹襲期間，地庫停車場嚴重水浸，導致停車場內約180多輛名貴房車受水浸損毀，合共損失一共高達五仟萬元人民幣。業主指稱停車場的排水系統有問題，引致水浸，要求發展商賠償損失，但發展商經獨立技術檢查，顯示一切符合要求，水浸事故與發展商的設計及施工無關。期間該批業主一度考慮到董建華住所附近抗議，最後不了了之。
2006年11月21日，東方海外與安大略教師退休金計劃達成協議，以代價約二十四億美元出售碼頭部門。該部門持有四個碼頭，包括於溫哥華港的Deltaport與Vanterm及位於紐約港及新澤西港的New York Container Terminal及Global Container Terminal非貨櫃運輸業務之組成部分。
2010年1月18日，東方海外與新加坡嘉德置地（CapitaLand）達成協議，以代價約24億美元出售「東方海外發展（中國）」現時在內地七個房地產項目，涉及樓面面積約145萬平方米，７個項目分別位於上海、昆山和天津項目；其中半數為住宅物業，其餘為寫字樓、商鋪與酒店。東方海外發展賬面淨值約11.15億美元，或86.96億港元。故此，東方海外預計，出售東方海外發展可以帶來10.55億美元，或82.3億港元收益。
2012年4月4日東方海外簽訂新租約，租用長堤港Middle Harbor，為期40年租賃合約，價值46億美元，這將是美國歷來最大的一次海港交易。
2016年4月21日長榮海運、法國達飛海運集團、中國遠洋及香港東方海外，四家海運業者組成「大洋聯盟」（OCEAN Alliance），各成員共投入350艘新型貨櫃輪，佔全球運力27%，2017年4月起運作。
2017年7月，中遠海運控股與上港集團向東方海外股東提出附先決條件的收購建議，作價為每股78.67港元現金，较7月7日收盘价溢价31%，如建議獲全數股份接納，總代價將為約492億港元。收購方表示有意在收購成功後保留東方海外在港交所的上市地位。當時，董建華、董建成家族擁有東方海外約68.7%股權，其中中遠海控將收購58.8%，而上港集團收購餘下9.9%。董家已承諾賣股，涉及338億港元。
2018年7月，收購完成。
2019年4月30日東方海外國際以17.8億美元代價（相等於約139.73億港元）出售美國加利福尼亞州長堤港集裝箱碼頭所有權給麥格理基礎設施合夥公司（Macquarie Infrastructure Partners）東方海外國際將獲得12.93億美元（相於約101.5億港元）的除稅前利潤，並且在未來20年內仍然擁有該集裝箱設施船舶和鐵路交通的控制權。

## 旗下公司
- 东方海外货柜航运公司

## 外部連結
- 東方海外（國際）有限公司官方網站 （页面存档备份，存于）